# Cmentarz żydowski we Włocławku
Stary włocławski cmentarz żydowski – został założony w 1830 r. Znajdował się na terenie dzisiejszego Zespołu Szkół Budowlanych oraz Centrum Doskonalenia i Edukacji przy ul. Nowomiejskiej 25 (dawna ul. Żałobna). Patrząc od strony północnej cmentarz zaczynał się przy ulicy Nowomiejskiej, a kończył w pobliżu niedziałającej już linii kolejowej prowadzącej do Fabryki Celulozy, zajmował powierzchnię 2,5 ha. Teren cmentarza wchodził w skład utworzonego w 1940 r. getta żydowskiego. Podczas okupacji niemieckiej co cenniejsze pod względem rodzaju kamienia macewy hitlerowcy wywieźli w sobie znane miejsce, resztę cmentarza, po wojnie, rozkradła miejscowa ludność. Był w znacznej mierze zniszczony, pozostawał jednak ogrodzony i czynny. Jeszcze w latach 1946–1950 pochowano na nim 4 osoby, o czym informuje notatka urzędowa Serafina Kiryłowicza z Urzędu do Spraw Wyznań, sporządzona 31 marca 1953 roku przy okazji pierwszych zabiegów w sprawie ostatecznej likwidacji cmentarza. Nie została wykonana ekshumacja zwłok znajdujących się na obszarze rekreacyjno-sportowym ZSB, trudno dziś ustalić jak przebiegała powojenna ekshumacja na terenie, który zabudowano. Przebieg likwidacji innych dawnych cmentarzy włocławskich każe domniemywać, że szczątki pochowanych przewiezione na wytyczony nowy cmentarz żydowski przy Al. Chopina zostały odkryte na starym cmentarzu podczas wyrównywania terenu i wznoszenia budynków. Wiele lat wcześniej, w listopadzie 1945 r. z dwóch grobów ekshumowano zwłoki 42 nieznanych osób. 15 czerwca 2001 r. przed budynkiem ZSB uroczyście odsłonięto tablicę upamiętniającą getto włocławskie. Na tablicy znajduje się taki oto napis w języku polskim i hebrajskim: „Na tym terenie Niemcy stworzyli getto, z którego w roku 1942 deportowali obywateli polskich narodowości żydowskiej do obozów zagłady”. Tereny starego cmentarza żydowskiego nie są wpisane do rejestru zabytków i nie są w żaden sposób oznaczone na działce (cmentarz znajduje się wyłącznie pod ziemią i na mapach historycznych), w związku z czym w 2011 r. miasto potraktowało działkę jako najzwyklejszy obszar inwestycyjny i na terenie byłego cmentarza zleciło budowę Orlika 2012.
Nowy cmentarz żydowski powstał w latach sześćdziesiątych XX wieku przy Al. Chopina jako wydzielona, ogrodzona murem i na co dzień zamykana na klucz część cmentarza komunalnego. Na powierzchni 0,1 ha zachowało się około 20 nagrobków. Na cmentarzu znajduje się także pomnik poświęcony pamięci ofiar włocławskiego getta i zniszczonego starego cmentarza, umieszczono na nim taki oto napis w języku polskim i jidysz: „Tu spoczywają prochy ofiar włocławskiego getta oraz tych, których pochowano na zdewastowanym podczas okupacji hitlerowskiej cmentarzu żydowskim. Cześć ich pamięci!”